# Дмитревский, Дмитрий Иванович
Дмитрий Иванович Дмитревский (Дмитриевский; 1763 — 1848) — русский писатель, переводчик, педагог и общественный деятель, один из ревностных распространителей идеи Н. Новикова и И. Шварца в провинции; статский советник. Брат богослова И. И. Дмитревского.

## Биография
Дмитрий Дмитревский родился в селе Дмитриевском, Михайловского уезда, Рязанской губернии в 1763 году в семье протоиерея Иоанна Трофимовича Дмитриевского. Учился сначала в Рязанской духовной семинарии, потом в Московском университете (с 1782 по 1785 год; предположение, что в 1782 он уже вышел из университета маловероятно, поскольку в этом году ему было 18 лет), где учился истории, географии, латинскому, красноречию, арифметике, геометрии, экспериментальной физике, естественной истории, французскому и немецкому языкам.
В 1785 году Дмитревский поступил в переводчики университетской типографии. Годы учения и первое время его самостоятельной жизни в Москве совпали с эпохой расцвета деятельности Н. И. Новикова и И. Г. Шварца; в это время было основано «Дружеское ученое общество» и, открылось «Собрание университетских питомцев» и учреждено, в 1782 году, при университете «переводческая или филологическая» семинария. Деятельность всех этих учреждений имела в виду распространение просвещения в духе религиозно нравственных начал; к своей работе Новиков и Шварц привлекали молодежь, которая усердно воспринимала их идеи, сотрудничала и переводила тексты для их изданий. Можно сказать, что не у одного юноши принципы, воспринятые в новиковской атмосфере, определили направление работы всей жизни. Одним из таких был Дмитревский. И в своей литературной, и в своей служебной деятельности он был верным последователем заветов Новикова и распространителем религиозно нравственного просвещения, окрашенного слегка мистицизмом. Этот религиозно нравственный элемент проникает все его многочисленные переводы и немногочисленные оригинальные сочинения.
Сохранилось данные, что Дмитрий Иванович Дмитревский принимал участие в изданиях Новикова: «Беседы с Богом или размышления в утренние часы» (1787—89, 4 ч.), «Размышления о делах Божиих в царстве натуры» (1787—88, 4 части) и «Беседы с Богом или размышления в вечерние часы» (1787—89, 4 части). Кроме того, Дмитревский публиковался в «Московском журнале» Н. М. Карамзина и в «Зрителе» И. А. Крылова, но трудно указать, что именно принадлежит ему в этих журналах, так как статьи не подписаны. В «Московском журнале» за август 1792 года можно указать на Гимн, начинающийся словами: «Вся натура возвещает» и подписанный: Д. Дмит — ской.
Когда разразилась гроза над Новиковым и его кружком, молодые ученики его разошлись в разные стороны, и некоторые из них нашли убежище в московском почтамте, в том числе и Д. И. Дмитревский, определенный секретарем почтамта в 1793 году. В почтамте Дмитревский оставался до 1808 года, продвигаясь вперед по служебной лестнице и дослужившись до чина надворного советника. Свой досуг Дмитревский посвящал литературным трудам (главным образом, переводам), имевшим своей целью распространение религиозных и нравственных принципов, причём в религии Дмитревского было много мистицизма. Сам он, по всей вероятности, был масоном. И сочинения, и переводы Дмитревский издавал анонимно, и трудно было бы среди многочисленных анонимных произведений того времени определить принадлежащие Дмитревскому, но он оставил список своих работ. Руководствуясь этим списком, можно перечислить его труды (см. раздел «Библиография»).
В 1808 году он был назначен директором училищ Владимирской губернии. На этой должности Д. И. Дмитревский показал себя достойным последователем Новикова и ревностно потрудился на пользу просвещения. О его деятельности можно судить уже по одному тому факту, что при его вступлении в должность во Владимирской губернии было всего 30 школ, а в 1827 году, когда Дмитревский оставил службу, число школ возросло до 115. После него это число стало падать. Кроме забот об управлении низшими школами, на Дмитревском лежали обязанности по управлению средней школой — гимназией. Историк Владимирской гимназии делает высокую оценку плодотворной работе Дмитревского по гимназии. Биограф Дмитревского пишет: «был 20 лет директором гимназии, почти с начала ее основания; много положил он труда для организации школьного дела и достиг таких результатов, что положенные им в основание по учебной и воспитательной частям принципы со временем были признаны руководящими и обязательными для всех подобных учебных заведений; предпринимавшиеся им меры нисколько не расходились, а скорее — предшествовали подобным же мерам правительства. Все это заставляет отвести Дмитревскому подобающее место в деле развития среднего образования во Владимирской губернии, причислить его к разряду самых полезных деятелей губернии».
Во Владимире литературная деятельность Д. Дмитревского продолжалась всё в том же направлении. После учреждения Российского библейского общества Дмитревский принял в нем живейшее участие; благодаря его стараниям, было основано Владимирское отделение общества и Дмитревский стал директором отделения. Постепенно это отделение учредило филиальные сотоварищества в Муроме, Суздале и Шуе.
12 сентября 1827 года Дмитревский, достигший преклонных лет, был уволен от службы в чине статского советника и с пенсионом за 42-летнюю беспорочную службу в размере 950 рублей в год.
Во вторую половину своей жизни Дмитревский обратился к занятиям местной истории и этнографии. Еще в 1820 году он представил в Московское общество любителей российской словесности «Сборник местных провинциальных наречий Владимирской губернии»; когда в 1838 году были основаны «Владимирские губернские ведомости», Дмитревский поместил в них свои материалы для истории местных церквей. В «Ведомостях» 1838 года были напечатаны им сведения о Дмитриевском соборе (№ 4), о Владимирском Успенском девичьем монастыре (№ 5), о Владимирском Успенском соборе (№№ 10—14), о Владимирском Рождественском монастыре (№ 21). Эти статьи были потом перепечатаны в книге его сына «Взгляд на достопамятности города Владимира».
Он был действительным членом Московского общества любителей российской словесности и членом-соревнователем Императорского Московского общества истории и древностей Российских.
Дмитрий Иванович Дмитревский умер 30 августа 1848 года в городе Владимире.